# Tmesisternus herbaceus
Tmesisternus herbaceus es una especie de escarabajo del género Tmesisternus, familia Cerambycidae. Fue descrita científicamente por Pascoe en 1862.
Habita en Nueva Guinea Occidental. Esta especie mide 10-14 mm.